# Johann Bacher (Soziologe)
Johann Bacher (* 3. Oktober 1959 in Wels, Oberösterreich) ist österreichischer Soziologe und Professor für Soziologie an der Johannes Kepler Universität (JKU) Linz. Er war Leiter der Abteilung Empirische Sozialforschung sowie Koordinator des MORE-Flüchtlingsprogramms an der JKU.

## Leben
Nach seiner Matura studierte Johann Bacher von 1978 bis 1983 Sozial- und Wirtschaftsstatistik (1. Studienabschnitt) sowie Soziologie (1. und 2. Studienabschnitt) an der Johannes Kepler Universität Linz. 1986 promovierte er in Soziologie an der JKU mit einer Arbeit über die Faktorenanalyse. Nach seiner dreijährigen Tätigkeit als Akademischer Rat auf Zeit am Lehrstuhl für Soziologie und Sozialanthropologie der Wirtschafts- und Sozialwissenschaftlichen Fakultät der Friedrich-Alexander-Universität Erlangen-Nürnberg war er als Universitätsassistent am Institut für Soziologie an der JKU tätig und habilitierte dort im Jahr 1994.
Von 1996 bis 2004 war er C4-Professor für Soziologie und Inhaber des Lehrstuhls für Soziologie an der Friedrich-Alexander-Universität Erlangen-Nürnberg tätig. Seit 2004 ist er Universitätsprofessor für Soziologie und empirische Sozialforschung an der JKU (Leiter der Abteilung für empirische Sozialforschung).
Von 2011 bis 2013 war er Präsident der Österreichischen Gesellschaft für Soziologie und von 2013 bis 2017 war er Dekan der Sozial- und Wirtschaftswissenschaftlichen Fakultät der Johannes Kepler Universität. Seit 2015 ist er zudem Koordinator des MORE-Flüchtlingsprogramms an der JKU.
Im Januar 2025 wurde Bacher feierlich in den Ruhestand verabschiedet.

## Forschungsschwerpunkte
Die Forschungsschwerpunkte von Johann Bacher liegen in den Gebieten:
- Allgemeine Soziologie, insbesondere im Hinblick auf Fragen der sozialen Ungleichheit, des sozialen Wandels sowie der Entstehung und Lösung von sozialen Problemen und Konflikten.
- Kindheits-, Jugend- und Familiensoziologie mit dem Schwerpunkt auf soziale Benachteiligungen von Kindern und deren Auswirkungen.
- Wirtschafts- und Organisationssoziologie, Schwerpunkt liegt hier auf Arbeitsmarkt, Erwerbslosigkeit und Infrastrukturpolitik.
- Methoden der empirischen Sozialforschung.[4]

Johann Bacher gilt als Experte der Methoden der empirischen Sozialforschung. Für die Anwendung der Clusteranalyse in der Soziologie hat er ein Standardwerk verfasst, das bereits in der dritten Auflage vorliegt.

## Preise
- Richard-Büche-Preis der Allgemeinen Sparkasse Linz für die Dissertation
- Innovationspreis für Lehre der Sparkasse Nürnberg

## Publikationen
- Clusteranalyse: Anwendungsorientierte Einführung., Oldenbourg Wissenschaftsverlag, München 1996, ISBN 978-3486237603
- Geschlechterunterschiede In Der Bildungswahl., VS Verlag für Sozialwissenschaften, Wiesbaden 2008, ISBN 978-3531160450
- Auf dem richtigen Weg?, Soziologische Beiträge zu aktuellen Gesellschaftsfragen Band 1., Trauner Verlag, Linz 2017, ISBN 978-3990620120